# Vilmos Vanczák
Vilmos Vanczák (* 20. Juni 1983 in Miskolc) ist ein ehemaliger ungarischer Fußballspieler.

## Verein
Vanczák begann seine Profikarriere beim Diósgyőri VTK. Danach wechselte er zum 20-fachen ungarischen Meister Újpest Budapest. 2003 wurde dann für eine halbe Saison an Fóti SE ausgeliehen. In der Saison 2006/07 spielte er in Belgien für VV St. Truiden, ehe er im Sommer 2007 in die Schweiz zum FC Sion wechselte. Vanczák galt als ausgesprochen kopfballstark. In 254 Spielen der Raiffeisen Super League hatte er dort als Abwehrspieler 31 Tore erzielen können. Außerdem gewann er mit Sion dreimal den Schweizer Pokal. 2016 wechselte Vanczák zurück in seine Heimat Ungarn und schloss sich dem Puskás Akadémia FC an. Dort war er seit 2018 nur noch für die 2. Mannschaft des Vereins aktiv.

## Nationalmannschaft
Sein Debüt in der A-Nationalmannschaft Ungarns gab Vanczák am 30. November 2004 bei einem Spiel gegen die Slowakei. Bis zu seiner letzten Nominierung 2015 absolvierte er 78 Partien, in denen er viermal traf.

## Erfolge
- Ungarischer Pokalsieger: 2002
- Schweizer Pokalsieger: 2009, 2011, 2015